# 1152
Évszázadok: 11. század – 12. század – 13. század
Évtizedek: 1100-as évek – 1110-es évek – 1120-as évek – 1130-as évek – 1140-es évek – 1150-es évek – 1160-as évek – 1170-es évek – 1180-as évek – 1190-es évek – 1200-as évek
Évek: 1147 – 1148 – 1149 – 1150 –  1151 – 1152 – 1153 – 1154 – 1155 – 1156 – 1157

## Események
- március 9. – I. Frigyest német királlyá választják (1155-ben császár és Itália királya, 1178-ban Burgundia királya, uralkodik 1190-ig).
- II. Géza újabb hadjáratot indít Galícia ellen, melynek során Przemyślnél legyőzi Vlagyimirko halicsi fejedelmet.[1]
- I. Manuél bizánci császár szövetséget köt a trónkövetelő Borisszal, Könyves Kálmán király törvénytelen fiával, elfoglalja a Szerémséget, beveszi Zimonyt, de a Halicsból visszaérkező magyar sereg kiveri a betolakodókat az országból.
- A pápa érvényteleníti Aquitániai Eleonóra és VII. Lajos francia király házasságát.
- május 18. – Anjou Henrik herceg és Aquitániai Eleonóra házassága.
- Az ír katolikus egyház elismeri a pápa főségét.
- Az Almohádok meghódítják a mai Algéria területét.

## Halálozások
- február 15. – III. Konrád német király (* 1093 körül)